# Liste der Auslandsvertretungen Kroatiens

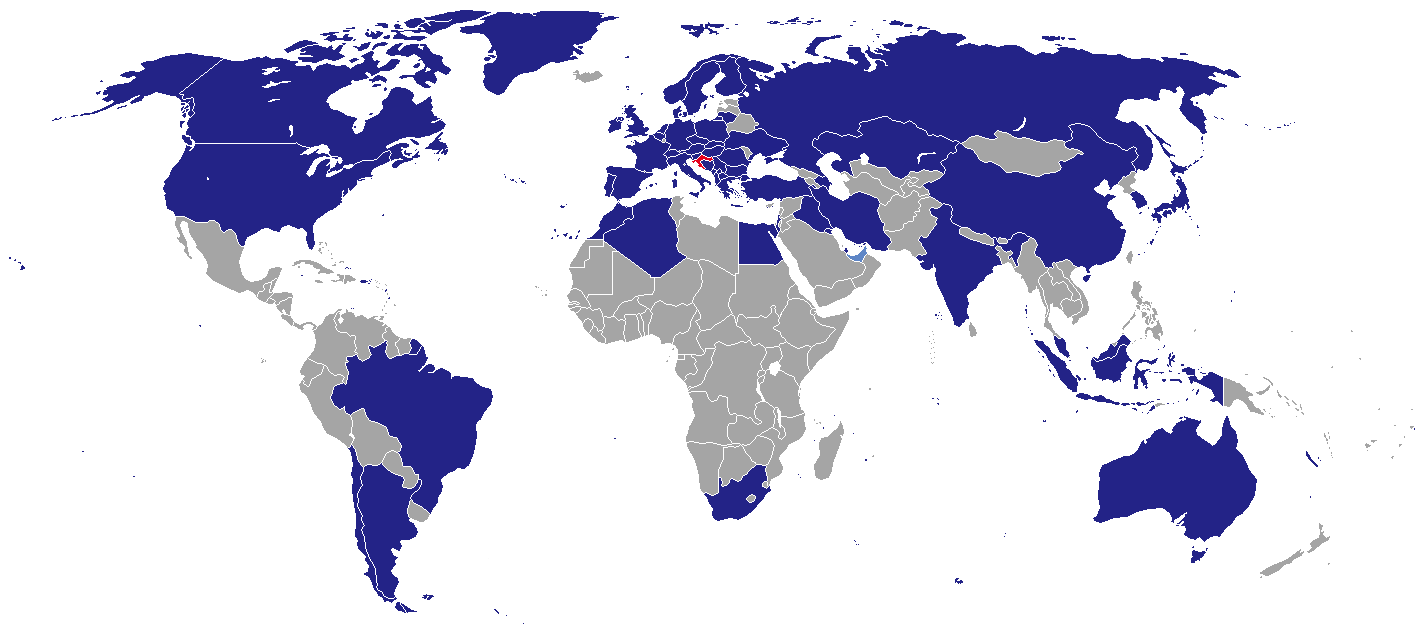
Staaten mit einer diplomatischen Vertretungen (Botschaften und Konsulate, ohne Honorarkonsulate)

Dies ist eine Liste der diplomatischen Vertretungen der Republik Kroatien.

## Botschaften und Konsulate

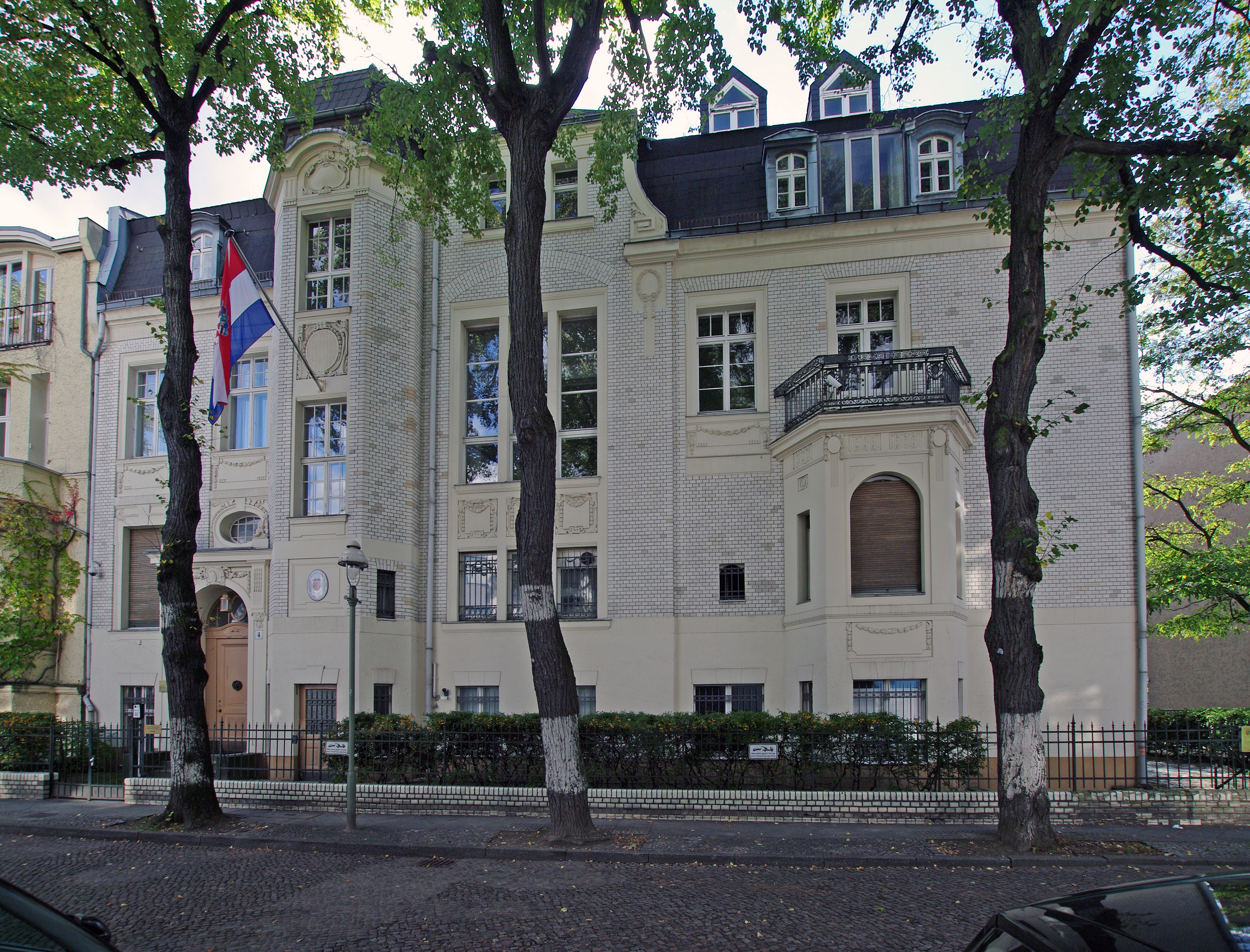
Kroatische Botschaft in Berlin

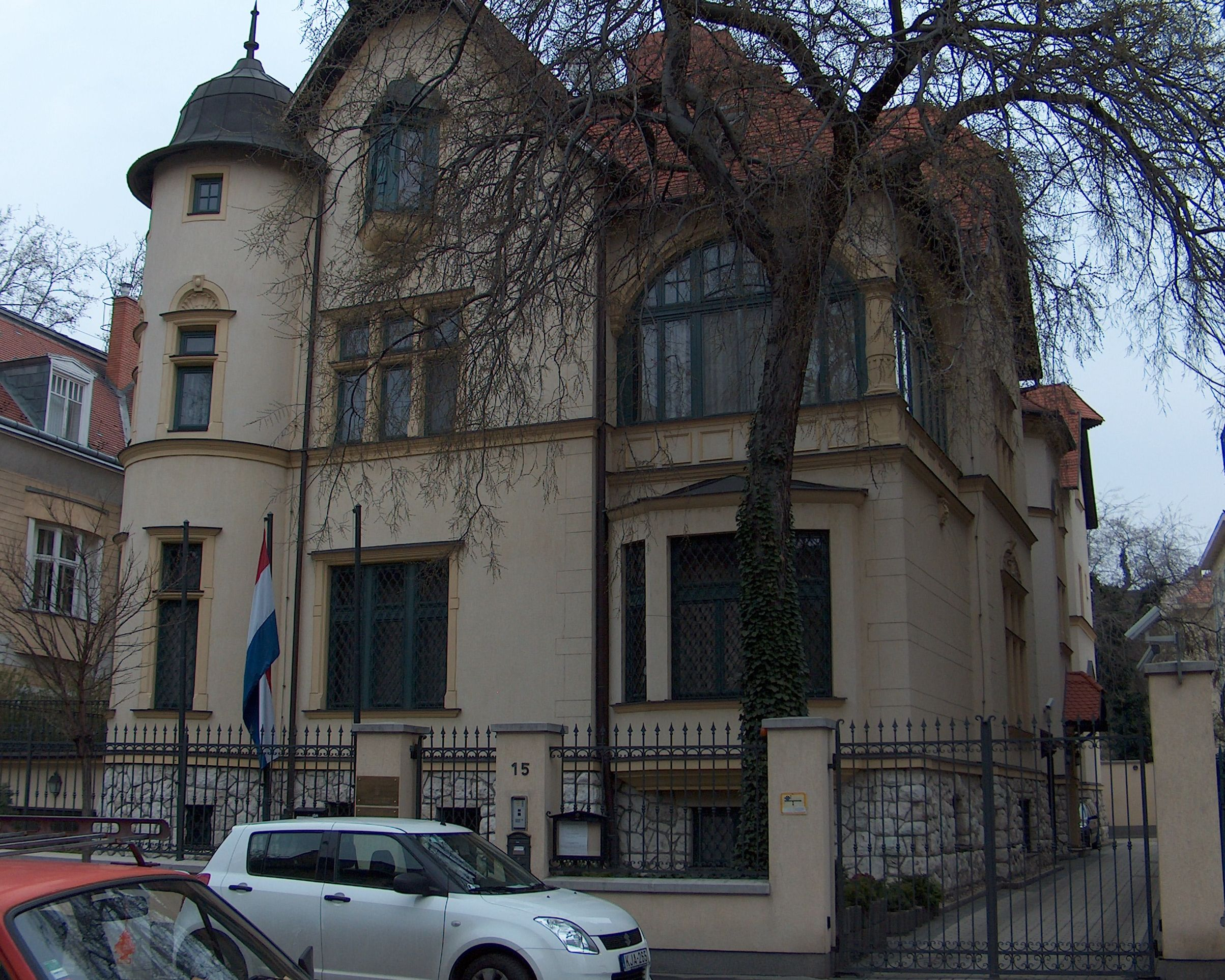
Kroatische Botschaft in Budapest

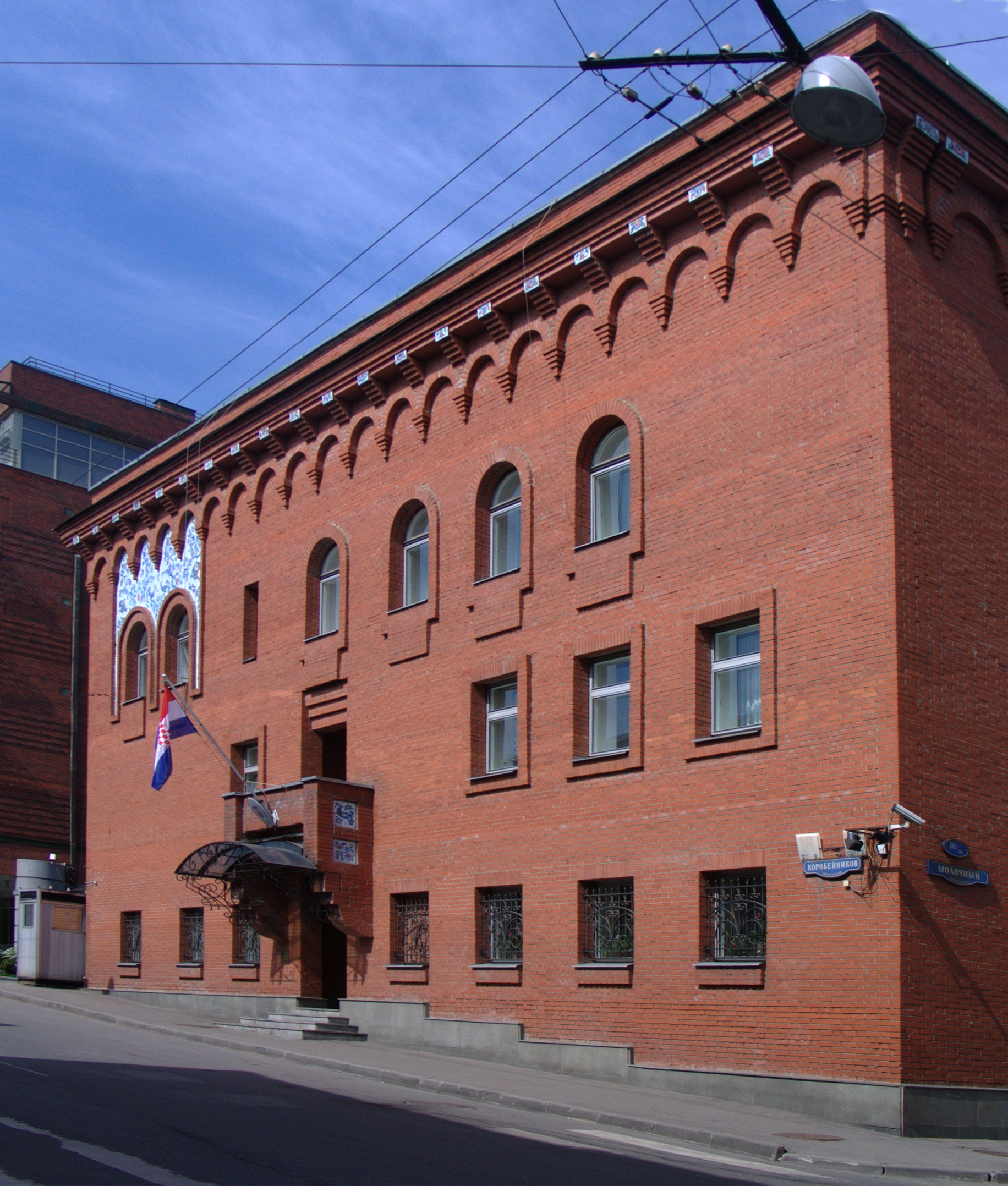
Kroatische Botschaft in Moskau

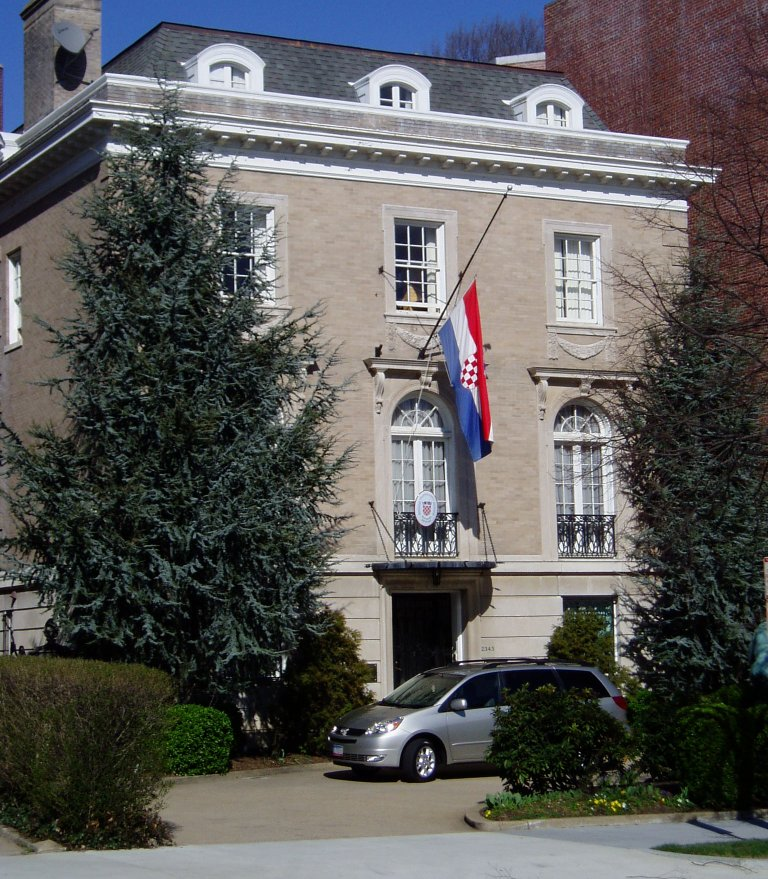
Kroatische Botschaft in Washington, D.C.

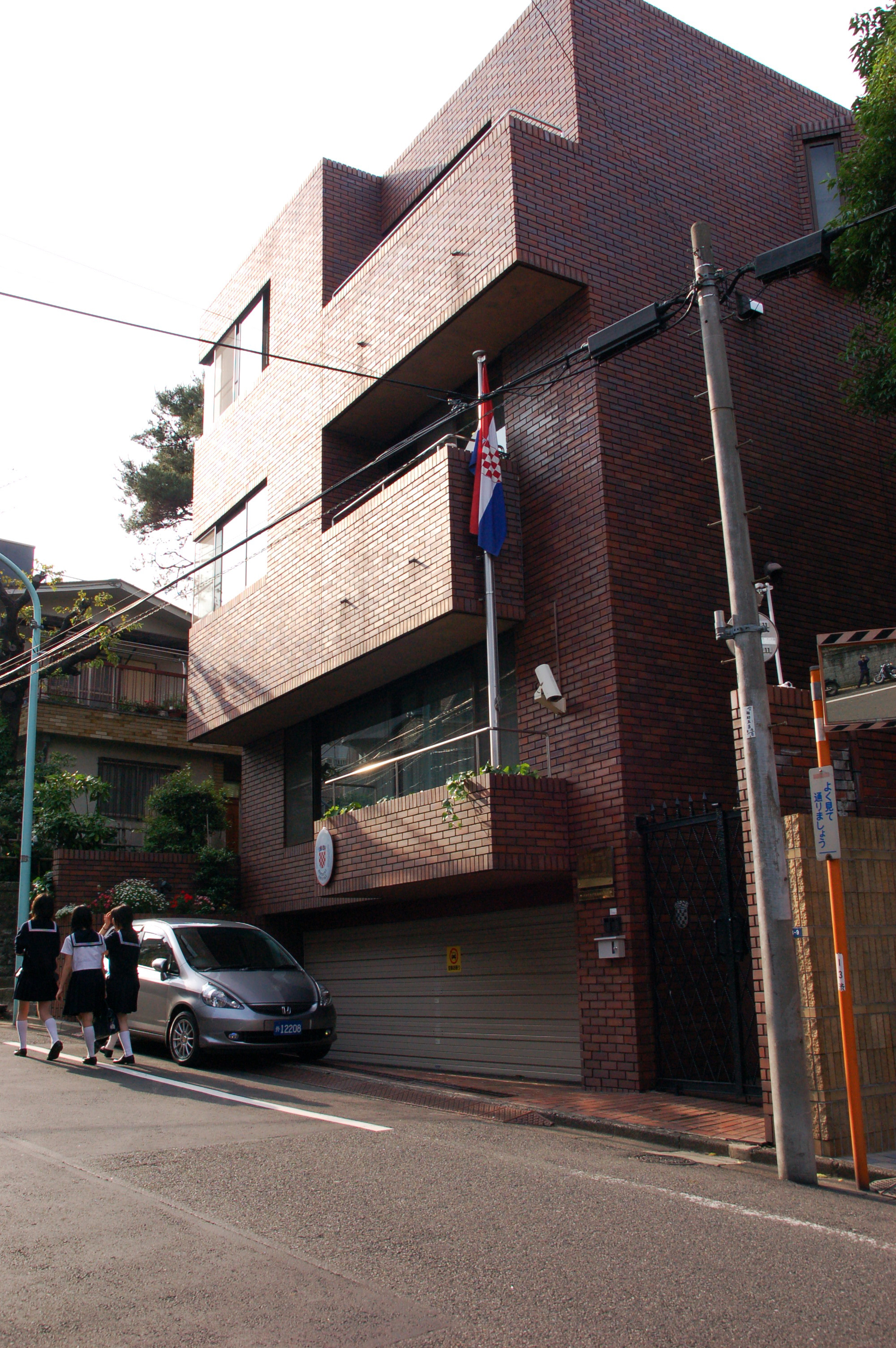
Kroatische Botschaft in Tokio

### Afrika
| - Algerien: Algier, Botschaft - Ägypten: Kairo, Botschaft (→ Liste der Botschafter) | - Marokko: Rabat, Botschaft - Südafrika: Pretoria, Botschaft (→ Liste der Botschafter) |

### Asien
| - Aserbaidschan: Baku, Botschaft - Volksrepublik China: Peking, Botschaft - Indien: Neu-Delhi, Botschaft - Indonesien: Jakarta, Botschaft - Iran: Teheran, Botschaft | - Israel: Tel Aviv, Botschaft - Japan: Tokio, Botschaft (→ Liste der Botschafter) - Katar: Doha, Botschaft - Malaysia: Kuala Lumpur, Botschaft |

### Australien und Ozeanien
| - Australien: Canberra, Botschaft - Australien: Melbourne, Generalkonsulat | - Australien: Perth, Generalkonsulat - Australien: Sydney, Generalkonsulat |

### Europa
| - Albanien: Tirana, Botschaft - Belgien: Brüssel, Botschaft (→ Liste der Botschafter) - Bosnien und Herzegowina: Sarajewo, Botschaft - Bosnien und Herzegowina: Banja Luka, Generalkonsulat - Bosnien und Herzegowina: Mostar, Generalkonsulat - Bosnien und Herzegowina: Tuzla, Generalkonsulat - Bulgarien: Sofia, Botschaft - Dänemark: Kopenhagen, Botschaft - Deutschland: Berlin, Botschaft (→ Liste der Botschafter) - Deutschland: Düsseldorf, Generalkonsulat - Deutschland: Frankfurt am Main, Generalkonsulat - Deutschland: Hamburg, Generalkonsulat - Deutschland: München, Generalkonsulat - Deutschland: Stuttgart, Generalkonsulat - Finnland: Helsinki, Botschaft - Frankreich: Paris, Botschaft (→ Liste der Botschafter) - Griechenland: Athen, Botschaft - Griechenland: Thessaloniki, Konsulat - Irland: Dublin, Botschaft - Italien: Rom, Botschaft (→ Liste der Botschafter) - Italien: Mailand, Generalkonsulat - Italien: Triest, Generalkonsulat - Kosovo: Priština, Botschaft - Litauen: Vilnius, Botschaft - Nordmazedonien: Skopje, Botschaft - Mazedonien: Bitola, Konsulat - Montenegro: Podgorica, Botschaft | - Montenegro: Kotor, Generalkonsulat - Niederlande: Den Haag, Botschaft (→ Liste der Botschafter) - Norwegen: Oslo, Botschaft - Österreich: Wien, Botschaft (→ Liste der Botschafter) - Polen: Warschau, Botschaft (→ Liste der Botschafter) - Portugal: Lissabon, Botschaft - Rumänien: Bukarest, Botschaft - Rumänien: Reșița, Konsulat - Russland: Moskau, Botschaft (→ Liste der Botschafter) - Schweden: Stockholm, Botschaft - Schweiz: Bern, Botschaft (→ Liste der Botschafter) - Schweiz: Zürich, Generalkonsulat - Serbien: Belgrad, Botschaft - Serbien: Subotica, Generalkonsulat - Slowakei: Bratislava, Botschaft - Slowenien: Ljubljana, Botschaft - Slowenien: Koper, Konsulat - Slowenien: Maribor, Konsulat - Spanien: Madrid, Botschaft (→ Liste der Botschafter) - Tschechien: Prag, Botschaft - Türkei: Ankara, Botschaft (→ Liste der Botschafter) - Türkei: Istanbul, Generalkonsulat - Ukraine: Kiew, Botschaft - Ungarn: Budapest, Botschaft (→ Liste der Botschafter) - Ungarn: Pécs, Generalkonsulat - Ungarn: Nagykanizsa, Konsulat - Vereinigtes Königreich: London, Botschaft (→ Liste der Botschafter) |

### Nordamerika
| - Kanada: Ottawa, Botschaft - Kanada: Mississauga, Generalkonsulat - Vereinigte Staaten: Washington, D.C., Botschaft (→ Liste der Botschafter) | - Vereinigte Staaten: Chicago, Generalkonsulat - Vereinigte Staaten: Los Angeles, Generalkonsulat - Vereinigte Staaten: New York, Generalkonsulat |

### Südamerika
- Argentinien: Buenos Aires, Botschaft
- Brasilien: Brasília, Botschaft (→ Liste der Botschafter)
- Chile: Santiago de Chile, Botschaft

## Ständige Vertretungen bei internationalen Organisationen
- Europäische Union: Brüssel, Ständige Vertretung
- Europarat: Straßburg, Ständige Vertretung
- Vereinte Nationen: New York, Ständige Vertretung
- Vereinte Nationen: Wien, Ständige Vertretung
- Vereinte Nationen: Genf, Ständige Vertretung
- Organisation der Vereinten Nationen für Erziehung, Wissenschaft und Kultur (UNESCO): Paris, Ständige Vertretung
- Heiliger Stuhl: Rom, Botschaft
- Organisation des Nordatlantikvertrags (NATO): Brüssel, Ständige Vertretung
- Organisation für Sicherheit und Zusammenarbeit in Europa (OSZE): Wien, Ständige Vertretung